# نیروی سرنوشت (فیلم)
نیروی سرنوشت (ایتالیایی: La forza del destino) یک فیلم موزیکال ایتالیایی به کارگردانی کارمینه گالونه است که در سال ۱۹۵۰ منتشر شد. این فیلم بر پایهٔ اپرای نیروی سرنوشت اثرِ جوزپه وردی ساخته شد.

## بازیگران
- نلی کورادی
- تیتو گابی
- فائوستو تومئی
- جان کیتزمیلر
- نریو برناردی
- پینا پیووانی
- جووانی اونوراتو
- سیلوانا پامپانینی
- جوزپه وارنی
- جینو سینیمبرگی